# Farní sbor Českobratrské církve evangelické ve Znojmě
Farní sbor Českobratrské církve evangelické ve Znojmě je sborem Českobratrské církve evangelické ve Znojmě. Sbor spadá pod brněnský seniorát.
Farářkou sboru je Marta Sedláčková, kurátorkou Olga Smetanová.

## Historie
Němečtí evangelíci ve Znojmě založili v roce 1861 luterský filiální sbor při brněnském sboru, v roce 1877 pak spolu s Jihlavou utvořili samostatný sbor se sídlem ve Znojmě. K bohoslužbám nejprve užívali kapli svatého Václava, v letech 1910–1911 si postavili nový kostel na dnešním náměstí Otmara Chlupa. Fara stojí na adrese Rudoleckého 15.
První české evangelické bohoslužby ve Znojmě se konaly v německém kostele 13. května 1920, kázal Josef L. Hájek, farář z Miroslavi. Čeští evangelíci pak v roce 1922 vytvořili kazatelskou stanici sboru v Miroslavi, nájem kostela byl ale tak velký, že po čase k bohoslužbám využívali již zmíněnou kapli svatého Václava a to až do roku 1938, kdy po německém záboru činnost českého sboru ustala a většina členů se odstěhovala do vnitrozemí. Od 1. ledna 1935 kazatelská stanice povýšila na filiální sbor a od 1. září 1936 měla i vlastního vikáře Jana Zlatohlávka, který během druhé světové války navštěvoval z Miroslavi zbylé české evangelíky ve městě.
Po válce německý sbor spolu s celou německou evangelickou církví zanikl a kostel připadl Církvi československé, která jej evangelíkům opět pronajímala. Faru získal český evangelický sbor a je sídlem sboru dodnes; od dob normalizace se bohoslužby konají v malém sále v přízemí fary. Předválečný český filiální sbor se stal farním sborem v roce 1946.
V poválečné době vznikly v okolí Znojma kazatelské stanice sboru: v Hrušovanech nad Jevišovkou, Jaroslavicích, Šatově, Vrbovci, Dyjákovicích, Hrádku, Hevlíně a Hraběticích. Zvláště území okolo Hrušovan nad Jevišovkou bylo dosídleno českými a slovenskými reemigranty z Bulharska, Maďarska a Rumunska, mezi kterými byli slovenští luteráni. Ti v roce 1954 vytvořili samostatný sbor v Hraběticích, ke kterému byly přefařeny stanice v Hevlíně a Hrušovanech nad Jevišovkou. Protože hrabětický sbor byl tvořen spíše slovenskými luterány a znojemský českými kalvinisty, oba sbory i po rozdělení úzce spolupracovaly a faráři vzájemně sloužili souvěrcům i na území druhého sboru. Kazatelské stanice zanikly v období totality, kromě stanice ve Vrbovci, kde se bohoslužby konají v katolickém kostele. Po sametové revoluci byla nakrátko obnovena kazatelská stanice v Šatově.
V 80. letech pociťoval sbor výrazný úbytek členů, mj. řada rodin reemigrantů se přestěhovala na Slovensko. Bohoslužby se začaly konat na faře a biblické hodiny byly společné s místními metodisty. Po sametové revoluci došlo k mírnému oživení sborové činnosti, ale sbor zůstává velmi malým. V 90. letech byla opravena fara, v 21. století sbor pořádá hudební nešpory v kapli svatého Václava, kurz Alfa, účastní se Noci kostelů či organizoval pro děti ze sboru zdarma výuku angličtiny a němčiny.

## Faráři sboru
- František Hašek (1906–1989): miroslavský vikář pro Znojmo v době 1. 12. 1932 – 31. 8. 1936
- Jan Zlatohlávek (1911–2005): 1. 9. 1936 – 30. 9. 1948 (1. 9. 1936 – 31. 10. 1946 jako miroslavský vikář pro Znojmo, bezprostředně poté už jako farář sboru)
- Rudolf Šimša (1912–1993): 1. 1. 1950 – 31. 12. 1988
- Jiřina Kačenová (* 1964): 1. 4. 1990 – 31. 10. 2006
- Jana Špinarová (* 1974): 1. 1. 2007 – 31. 7. 2015
- Pavel Kašpar (* 1950): 1. 11. 2015 – 31. 10. 2018
- Marta Sedláčková (* 1978): od 1. 11. 2018

## Kurátoři sboru
- Ferdinand Hanzálek
- dr. Toul
- Rudolf Kopal
- Vladimír Ryšavý (1953–1978)
- Bohumil Krejča (1978)
- Vladimír Štěrba (1978–1983)
- Zdeňka Semotamová (1983–1987)
- Milada Buršová (1987–1993)
- Věra Grocholová (1993–2007)
- Jiřina Marešová (2007–2013)
- Olga Smetanová (od 2013)